# Rafael Sanchez (Fußballspieler)
Rafael Sanchez (* 23. Juni 1963) ist ehemaliger spanischer Fußballprofi und heutiger -trainer.
Rafael Sanchez spielte von 1983 an – mit einer Unterbrechung in der Spielzeit 1989/90 beim SV Edenkoben – über neun Spielzeiten beim SV Darmstadt 98. Als Mittelfeldspieler erzielte er in dieser Zeit insgesamt 21 Tore für die Darmstädter. Die erfolgreichsten Spielzeiten waren 1986/87 und 1987/88, als seine Mannschaft den vierten und den dritten Platz in der 2. Bundesliga erreichte. Danach wechselte er zum SV Mörlenbach und anschließend als Spielertrainer zum VfR Bürstadt in der Landesliga und Oberliga Hessen, bevor er 2005 zunächst beim Bezirksoberligisten Rot-Weiß Darmstadt und in der folgenden Saison beim Bezirksligisten RSV Germania Pfungstadt Spielertrainer wurde.
Von Januar 2008 bis Juni 2009 trainierte er den VfR Mannheim in der Oberliga. In der Saison 2009/10 war er Trainer des FC 07 Bensheim in der Verbandsliga. Ab November 2010 betreute Sanchez den FSV Schneppenhausen (Gruppenliga Darmstadt), bevor er im April 2013 den Verein wieder verließ. Von Juli 2013 bis Mai 2016 coachte er die KSG Brandau (Kreisliga A Darmstadt). Seit der Saison 2016/17 trainiert Sanchez den aus der Kreisoberliga (Darmstadt/Groß-Gerau) in die Kreisliga A Darmstadt abgestiegenen SKG Bickenbach. In der Saison 2017/18 feierte Sanchez mit Bickenbach die Meisterschaft in der Kreisliga A und steigt in die Kreisoberliga auf. Im März 2019 der Saison 2018/19 trennten sich die SKG Bickenbach und Rafael Sanchez in beiderseitigem Einvernehmen.